# Закон України «Про засади державної регуляторної політики у сфері господарської діяльності»
Закон України «Про заса́ди держа́вної регулято́рної полі́тики у сфе́рі господа́рської дія́льності» — визначає правові та організаційні засади реалізації державної регуляторної політики у сфері господарської діяльності.
Закон ухвалений 11 вересня 2003 року і зареєстрований за N 1160-IV.

## Повноваження Держпідприємництва (ст. 30 закону)
Держпідприємництво має право
- здійснення експертизи регуляторних актів на їх відповідність вимогам статей 4, 5, 8-13 закону. Це стосується регуляторних актів:
  - центральних органів виконавчої влади та їх територіальних органів,
  - Ради міністрів Автономної Республіки Крим, місцевих органів виконавчої влади
- ухвалення у разі виявлення порушень цих вимог рішень про необхідність усунення порушень принципів державної регуляторної політики.

## Механізм ухвалення Держпідприємництвом рішень про необхідність усунення порушень
Механізм ухвалення Держпідприємництвом рішень про необхідність усунення порушень принципів державної регуляторної політики визначено статтями 27 — 29 Закону.
Так, відповідно до статті 27 Закону підставами для проведення експертизи регуляторних актів є, зокрема, звернення:
- фізичних та/або юридичних осіб,
- їх об'єднань,
- консультативно-дорадчих органів, що створені при органах державної влади та органах місцевого самоврядування і представляють інтереси громадян та суб'єктів господарювання.